# Mararía (pel·lícula)
Mararía és una pel·lícula espanyola dirigida per Antonio Betancor basada en la novel·la Mararía de Rafael Arozarena. Va suposar el debut de Goya Toledo en una pel·lícula rodada a Canàries.

## Argument
Fermín (Carmelo Gómez) és un metge basc que arriba a l'illa de Lanzarote. Coneix a una preciosa noia anomenada Mararía (Goya Toledo), de la qual s'enamora en silenci. Un dia apareix un atractiu anglès anomenat Beltrahn (Iain Glen), que guanyarà l'amor de Mararía i deslligarà la ira de Fermín, qui conduirà als enamorats a la desgràcia, destruint-se alhora ell mateix i convertint-se en una altra classe de persona, capaç d'arribar a matar per amor.
Basada en la novel·la homònima de Rafael Arozarena. Abans de la novel·la Mararía va escriure un romanç titulat María la de Femés, que va derivar en el llibre. El títol de l'obra estableix una relació entre Mara, la deessa de la passió, i María, la protagonista, que és desitjada per tots els homes del poble i qui finalment purifica la seva bellesa en cremar-se, igual que la deessa, ja que estava cansada que els homes l'estimessin pel seu aspecte físic i no pel que ella era realment.

## Repartiment
- Carmelo Gómez... Fermín
- Iain Glen	...	Bertrand
- Ulises Hernández	...	D. Antonio
- Goya Toledo...	Mararía
- Mirtha Ibarra... Herminia
- José Manuel Cervino... Marcial
- Manuel Manquiña... Geito
- Francisco Casares...	D. Leandro
- Miguel Ángel Alonso	...	Isidoro
- Cyra Toledo	...	Doña Mercedes
- Gloria del Toro ...	Carmen
- Juli Mira 	...	Sebastián
- Antonio Dechent...	Lázaro

## Palmarès
XIII Premis Goya
| Categoria                 | Persona                                | Resultat  |
| ------------------------- | -------------------------------------- | --------- |
| Millor música original    | Pedro Guerra                           | Candidat  |
| Millor guió adaptat       | Antonio Betancort Carlos Álvarez-Nóvoa | Candidats |
| Millor actriu revelació   | Goya Toledo                            | Candidata |
| Millor direcció artística | Félix Murcia                           | Candidat  |
| Millor fotografia         | Juan Ruiz Anchía                       | Guanyador |